# Azerbejdżan na Letnich Igrzyskach Olimpijskich 2012
Azerbejdżan na Letnich Igrzyskach Olimpijskich 2012 reprezentowało 53 sportowców w 14 dyscyplinach. Zdobyli oni 10 medali: 2 złote, 2 srebrne i 6 brązowych, zajmując 30. miejsce w klasyfikacji medalowej.
Był to czwarty start reprezentacji Azerbejdżanu na letnich igrzyskach olimpijskich. 10 zdobytych medali było najlepszym wynikiem w historii występów Azerbejdżanu na letnich igrzyskach olimpijskich.

## Zdobyte medale
| Medal  | Zawodnik              | Dyscyplina sportowa  | Konkurencja                      |
| ------ | --------------------- | -------------------- | -------------------------------- |
| Złoto  | Toğrul Əsgərov        | Zapasy               | styl wolny do 60 kg mężczyzn     |
| Złoto  | Şərif Şərifov         | Zapasy               | styl wolny do 84 kg mężczyzn     |
| Srebro | Rövşən Bayramov       | Zapasy               | styl klasyczny do 55 kg mężczyzn |
| Srebro | Mariya Stadnik        | Zapasy               | styl wolny do 48 kg kobiet       |
| Brąz   | Emin Əhmədov          | Zapasy               | styl klasyczny do 74 kg mężczyzn |
| Brąz   | Xetaq Qazyumov        | Zapasy               | styl wolny do 96 kg mężczyzn     |
| Brąz   | Yuliya Ratkeviç       | Zapasy               | styl wolny do 55 kg kobiet       |
| Brąz   | Valentin Xristov      | Podnoszenie ciężarów | waga do 56 kg mężczyzn           |
| Brąz   | Teymur Məmmədov       | Boks                 | waga ciężka mężczyzn             |
| Brąz   | Məhəmmədrəsul Məcidov | Boks                 | waga superciężka mężczyzn        |

## Reprezentanci

### Boks
Mężczyźni
| Zawodnik              | Konkurencja                     | 1/16              | 1/8              | Ćwierćfinały       | Półfinały          | Finał            | Finał   |
| Zawodnik              | Konkurencja                     | Przeciwnik Wynik  | Przeciwnik Wynik | Przeciwnik Wynik   | Przeciwnik Wynik   | Przeciwnik Wynik | Pozycja |
| --------------------- | ------------------------------- | ----------------- | ---------------- | ------------------ | ------------------ | ---------------- | ------- |
| Elvin Məmişzadə       | Waga musza (do 52 kg)           | Tögstsogt P 11-18 | NQ               | NQ                 | NQ                 | NQ               | NQ      |
| Məhəmməd Əbdülhəmidov | Waga kogucia (do 56 kg)         | BYE               | Shimizu P RSC    | NQ                 | NQ                 | NQ               | NQ      |
| Heybətulla Hacəliyev  | Waga lekkopółśrednia (do 64 kg) | Houya P 16-19     | NQ               | NQ                 | NQ                 | NQ               | NQ      |
| Soltan Miqitinov      | Waga średnia (do 75 kg)         | Hikal W 20-12     | Falcão P 11-24   | NQ                 | NQ                 | NQ               | NQ      |
| Vətən Hüseynli        | Waga półciężka (do 81 kg)       | Góngora P 8-9     | NQ               | NQ                 | NQ                 | NQ               | NQ      |
| Teymur Məmmədov       | Waga ciężka (do 91 kg)          | —                 | Opetaia W 12-11  | Karniejeu W 19+-19 | Russo P 13-15      | NQ               | brąz    |
| Məhəmmədrəsul Məcidov | Waga superciężka (ponad 91 kg)  | —                 | Mwamba W RSC     | Omarow W 17-14     | Cammarelle P 12-13 | NQ               | brąz    |

Kobiety
| Zawodniczka       | Konkurencja            | 1/8                 | Ćwierćfinał         | Półfinał            | Finał               | Finał   |
| Zawodniczka       | Konkurencja            | Przeciwniczka Wynik | Przeciwniczka Wynik | Przeciwniczka Wynik | Przeciwniczka Wynik | Miejsce |
| ----------------- | ---------------------- | ------------------- | ------------------- | ------------------- | ------------------- | ------- |
| Yelena Vıstropova | Waga średnia (do 75kg) | Ogoke P 12-14       | NQ                  | NQ                  | NQ                  | NQ      |

### Gimnastyka

#### Gimnastyka artystyczna
| Zawodnik       | Konkurencja           | Eliminacje | Eliminacje | Finał   | Finał   |
| Zawodnik       | Konkurencja           | Wynik      | Pozycja    | Wynik   | Pozycja |
| -------------- | --------------------- | ---------- | ---------- | ------- | ------- |
| Aliyə Qarayeva | wielobój indywidualny | 111.850    | 3.         | 111.575 | 4.      |

#### Gimnastyka sportowa
Mężczyźni
| Zawodnik        | Konkurencja           | Kwalifikacje | Kwalifikacje | Kwalifikacje | Kwalifikacje | Kwalifikacje | Kwalifikacje | Kwalifikacje | Kwalifikacje | Finał    | Finał    | Finał    | Finał    | Finał    | Finał    | Finał | Finał   |
| Zawodnik        | Konkurencja           | Przyrząd     | Przyrząd     | Przyrząd     | Przyrząd     | Przyrząd     | Przyrząd     | Razem        | Miejsce      | Przyrząd | Przyrząd | Przyrząd | Przyrząd | Przyrząd | Przyrząd | Razem | Miejsce |
| Zawodnik        | Konkurencja           | FX           | PH           | SR           | VT           | PB           | HB           | Razem        | Miejsce      | FX       | PH       | SR       | VT       | PB       | HB       | Razem | Miejsce |
| --------------- | --------------------- | ------------ | ------------ | ------------ | ------------ | ------------ | ------------ | ------------ | ------------ | -------- | -------- | -------- | -------- | -------- | -------- | ----- | ------- |
| Şakir Şıxəliyev | Wielobój indywidualny | 14.600       | 12.866       | 13.166       | 15.433       | 13.666       | 10.633       | 80.364       | 40.          | NQ       | NQ       | NQ       | NQ       | NQ       | NQ       | NQ    | NQ      |

### Jeździectwo

#### Skoki
| Zawodnik      | Koń     | Konkurencja   | Kwalifikacje | Kwalifikacje | Kwalifikacje | Kwalifikacje | Kwalifikacje | Kwalifikacje | Kwalifikacje | Kwalifikacje | Finał   | Finał   | Finał   | Finał   | Finał   | Razem | Razem   |
| Zawodnik      | Koń     | Konkurencja   | Runda 1      | Runda 1      | Runda 2      | Runda 2      | Runda 2      | Runda 3      | Runda 3      | Runda 3      | Runda A | Runda A | Runda B | Runda B | Runda B | Razem | Razem   |
| Zawodnik      | Koń     | Konkurencja   | Kary         | Miejsce      | Kary         | Łącznie      | Miejsce      | Kary         | Łącznie      | Miejsce      | Kary    | Miejsce | Kary    | Łącznie | Miejsce | Kary  | Miejsce |
| ------------- | ------- | ------------- | ------------ | ------------ | ------------ | ------------ | ------------ | ------------ | ------------ | ------------ | ------- | ------- | ------- | ------- | ------- | ----- | ------- |
| Camal Rəhimov | Warrior | indywidualnie | 5            | 53.          | 13           | 18           | 60.          | NQ           | NQ           | NQ           | NQ      | NQ      | NQ      | NQ      | NQ      | NQ    | NQ      |

### Judo
Mężczyźni
| Zawodnik       | Konkurencja | 1/32                       | 1/16                  | 1/8                    | Ćwierćfinał          | Półfinał         | Repesaże              | O 3. miejsce     | Finał            | Finał   |
| Zawodnik       | Konkurencja | Przeciwnik Wynik           | Przeciwnik Wynik      | Przeciwnik Wynik       | Przeciwnik Wynik     | Przeciwnik Wynik | Przeciwnik Wynik      | Przeciwnik Wynik | Przeciwnik Wynik | Pozycja |
| -------------- | ----------- | -------------------------- | --------------------- | ---------------------- | -------------------- | ---------------- | --------------------- | ---------------- | ---------------- | ------- |
| İlqar Muşkiyev | −60 kg      | BYE                        | Davtjan P 0000-0101   | NQ                     | NQ                   | NQ               | NQ                    | NQ               | NQ               | NQ      |
| Tərlan Kərimov | −66 kg      | BYE                        | Moguszkow W 0021-0011 | Awad W 0002-0000       | Uriarte P 0001-0021  | NQ               | Zagrodnik P 0000-0010 | NQ               | NQ               | 7.      |
| Rüstəm Orucov  | −73 kg      | BYE                        | van Zyl W 0100-0101   | Isajew P 0000-1001     | NQ                   | NQ               | NQ                    | NQ               | NQ               | NQ      |
| Elnur Məmmədli | −81 kg      | Valois-Fortier P 0001-0001 | NQ                    | NQ                     | NQ                   | NQ               | NQ                    | NQ               | NQ               | NQ      |
| Elxan Məmmədov | −90 kg      | —                          | Lambert W 0111-0001   | Song DN P 0000-0011    | NQ                   | NQ               | NQ                    | NQ               | NQ               | NQ      |
| Elmar Qasımov  | −100 kg     | —                          | Rakow W 0011-0000     | Żorżoliani W 0011-0002 | Hwang HT P 0002-0021 | NQ               | Sajidow P 0000-1000   | NQ               | NQ               | 7.      |

Kobiety
| Zawodniczka      | Konkurencja | 1/16                    | 1/8                   | Ćwierćfinał         | Półfinał            | Repasaże            | O 3. miejsce        | Finał               | Finał   |
| Zawodniczka      | Konkurencja | Przeciwniczka Wynik     | Przeciwniczka Wynik   | Przeciwniczka Wynik | Przeciwniczka Wynik | Przeciwniczka Wynik | Przeciwniczka Wynik | Przeciwniczka Wynik | Pozycja |
| ---------------- | ----------- | ----------------------- | --------------------- | ------------------- | ------------------- | ------------------- | ------------------- | ------------------- | ------- |
| Kifayət Qasımova | −57 kg      | BYE                     | Matsumoto P 0000-0010 | NQ                  | NQ                  | NQ                  | NQ                  | NQ                  | NQ      |
| Ramilə Yusubova  | −63 kg      | Hajytbajewa W 0111-0000 | Joung DW P 0000-1000  | NQ                  | NQ                  | NQ                  | NQ                  | NQ                  | NQ      |

### Kajakarstwo

#### Kajakarstwo klasyczne
Mężczyźni
| Zawodnik                          | Konkurencje | Eliminacje | Eliminacje | Półfinał | Półfinał | Finał    | Finał   |
| Zawodnik                          | Konkurencje | Czas       | Miejsce    | Czas     | Miejsce  | Czas     | Miejsce |
| --------------------------------- | ----------- | ---------- | ---------- | -------- | -------- | -------- | ------- |
| Valentin Demyanenko               | C-1 200 m   | 44.194     | 7.         | NQ       | NQ       | NQ       | NQ      |
| Serhiy Bezuhliy Maksym Prokopenko | C-2 1000 m  | 3:38.042   | 1.         | BYE      | BYE      | 3:37.219 | 4.      |

### Kolarstwo

#### Kolarstwo szosowe
Kobiety
| Zawodniczka    | Konkurencja                | Czas     | Pozycja |
| -------------- | -------------------------- | -------- | ------- |
| Jelena Czałych | Wyścig ze startu wspólnego | DNF      | DNF     |
| Jelena Czałych | Jazda indywidualna na czas | 41:47.06 | 20.     |

### Lekkoatletyka
Mężczyźni
| Zawodnik        | Konkurencja    | Eliminacje | Eliminacje | Półfinał | Półfinał | Finał    | Finał   |
| Zawodnik        | Konkurencja    | Wynik      | Miejsce    | Wynik    | Miejsce  | Wynik    | Miejsce |
| --------------- | -------------- | ---------- | ---------- | -------- | -------- | -------- | ------- |
| Hayle İbrahimov | bieg na 5000 m | 13:25.23   | 1.         | —        | —        | 13:45.37 | 9.      |

| Zawodnik      | Konkurencja | Kwalifikacje | Kwalifikacje | Finał | Finał   |
| Zawodnik      | Konkurencja | Wynik        | Miejsce      | Wynik | Miejsce |
| ------------- | ----------- | ------------ | ------------ | ----- | ------- |
| Dmitri Marşin | rzut młotem | 72.85        | 19.          | NQ    | NQ      |

Kobiety
| Zawodniczka       | Konkurencja    | Eliminacje | Eliminacje | Półfinał | Półfinał | Finał | Finał   |
| Zawodniczka       | Konkurencja    | Wynik      | Miejsce    | Wynik    | Miejsce  | Wynik | Miejsce |
| ----------------- | -------------- | ---------- | ---------- | -------- | -------- | ----- | ------- |
| Layeş Abdullayeva | bieg na 5000 m | 15:45.69   | 17.        | —        | —        | NQ    | NQ      |

### Pływanie
Mężczyźni
| Zawodnik       | Konkurencja      | Eliminacje | Eliminacje | Półfinał | Półfinał | Finał | Finał   |
| Zawodnik       | Konkurencja      | Czas       | Miejsce    | Czas     | Miejsce  | Czas  | Miejsce |
| -------------- | ---------------- | ---------- | ---------- | -------- | -------- | ----- | ------- |
| Yevgeni Lazuka | 100 m motylkowym | 53.86      | 38.        | NQ       | NQ       | NQ    | NQ      |

Kobiety
| Zawodniczka        | Konkurencja      | Eliminacje | Eliminacje | Półfinał | Półfinał | Finał | Finał   |
| Zawodniczka        | Konkurencja      | Czas       | Miejsce    | Czas     | Miejsce  | Czas  | Miejsce |
| ------------------ | ---------------- | ---------- | ---------- | -------- | -------- | ----- | ------- |
| Oksana Hətəmxanova | 100 m klasycznym | 1:25.52    | 44.        | NQ       | NQ       | NQ    | NQ      |

### Podnoszenie ciężarów
Mężczyźni
| Zawodnik          | Konkurencja  | Rwanie | Rwanie  | Podrzut | Podrzut | Razem | Pozycja |
| Zawodnik          | Konkurencja  | Wynik  | Pozycja | Wynik   | Pozycja | Razem | Pozycja |
| ----------------- | ------------ | ------ | ------- | ------- | ------- | ----- | ------- |
| Valentin Xristov  | Do 56 kg     | 127    | 2.      | 159     | 2.      | 286   | brąz    |
| Əfgan Bayramov    | Do 69 kg     | DNF    | DNF     | –       | –       | –     | NCL     |
| Sərdar Həsənov    | Do 69 kg     | 145    | 5.      | 176     | 8.      | 321   | 8.      |
| İntiqam Zairov    | Do 94 kg     | 182    | 3.      | 215     | 7.      | 397   | 6.      |
| Velichko Cholakov | Ponad 105 kg | DNS    | DNS     | DNS     | DNS     | DNS   | DNS     |

Kobiety
| Zawodniczka     | Konkurencja | Rwanie | Rwanie  | Podrzut | Podrzut | Razem | Pozycja |
| Zawodniczka     | Konkurencja | Wynik  | Pozycja | Wynik   | Pozycja | Razem | Pozycja |
| --------------- | ----------- | ------ | ------- | ------- | ------- | ----- | ------- |
| Boyanka Kostova | Do 58 kg    | 105    | 3.      | 128     | 3.      | 233   | 5.      |

### Strzelectwo
Kobiety
| Zawodniczka   | Konkurencja                | Kwalifikacje | Kwalifikacje | Finał  | Finał   |
| Zawodniczka   | Konkurencja                | Punkty       | Miejsce      | Punkty | Miejsce |
| ------------- | -------------------------- | ------------ | ------------ | ------ | ------- |
| İradə Aşumova | pistolet sportowy 25 m     | 578          | 23.          | NQ     | NQ      |
| İradə Aşumova | pistolet pneumatyczny 10 m | 372          | 39.          | NQ     | NQ      |

### Szermierka
Kobiety
| Zawodniczka   | Konkurencja          | 1/32                | 1/16                | 1/8                 | Ćwierćfinały        | Półfinały           | Finał               | Finał   |
| Zawodniczka   | Konkurencja          | Przeciwniczka Wynik | Przeciwniczka Wynik | Przeciwniczka Wynik | Przeciwniczka Wynik | Przeciwniczka Wynik | Przeciwniczka Wynik | Pozycja |
| ------------- | -------------------- | ------------------- | ------------------- | ------------------- | ------------------- | ------------------- | ------------------- | ------- |
| Səbinə Mikina | Szabla indywidualnie | —                   | Bujdoso W 15-13     | Charłan P 10-15     | NQ                  | NQ                  | NQ                  | NQ      |

### Taekwondo
| Zawodnicy      | Konkurencja | 1/16              | Ćwierćfinał       | Półfinał          | Repasaż 1         | Repasaż 2         | Finał             | Finał   |
| Zawodnicy      | Konkurencja | Przeciwnicy Wynik | Przeciwnicy Wynik | Przeciwnicy Wynik | Przeciwnicy Wynik | Przeciwnicy Wynik | Przeciwnicy Wynik | Pozycja |
| -------------- | ----------- | ----------------- | ----------------- | ----------------- | ----------------- | ----------------- | ----------------- | ------- |
| Ramin Əzizov   | 80 kg (m)   | López W 3-2       | Sarmiento P 1-2   | NQ                | NQ                | NQ                | NQ                | NQ      |
| Fəridə Əzizova | 67 kg (k)   | Sergerie P 0-1    | NQ                | NQ                | NQ                | NQ                | NQ                | NQ      |

### Wioślarstwo
Mężczyźni
| Zawodnik              | Konkurencja | Eliminacje | Eliminacje | Repasaże | Repasaże | Ćwierćfinał | Ćwierćfinał | Półfinał | Półfinał | Finał   | Finał   |
| Zawodnik              | Konkurencja | Czas       | Miejsce    | Czas     | Miejsce  | Czas        | Miejsce     | Czas     | Miejsce  | Czas    | Miejsce |
| --------------------- | ----------- | ---------- | ---------- | -------- | -------- | ----------- | ----------- | -------- | -------- | ------- | ------- |
| Aleksandr Aleksandrov | jedynka     | 6:49.81    | 2. (QF)    | BYE      | BYE      | 6:56.36     | 3. (P AB)   | 7:20.80  | 3. (F A) | 7:09.42 | 5.      |

Kobiety
| Zawodniczka          | Konkurencja | Eliminacje | Eliminacje | Repasaże | Repasaże | Ćwierćfinał | Ćwierćfinał | Półfinał | Półfinał | Finał   | Finał   |
| Zawodniczka          | Konkurencja | Czas       | Miejsce    | Czas     | Miejsce  | Czas        | Miejsce     | Czas     | Miejsce  | Czas    | Miejsce |
| -------------------- | ----------- | ---------- | ---------- | -------- | -------- | ----------- | ----------- | -------- | -------- | ------- | ------- |
| Nataliya Mustafayeva | jedynka     | 7:46.01    | 2. (QF)    | BYE      | BYE      | 8:00.26     | 3. (P AB)   | 8:06.83  | 6. (F B) | 8:23.64 | 12.     |

### Zapasy
Mężczyźni – styl wolny
| Zawodnik             | Konkurencja | Kwalifikacje     | 1/8              | Ćwierćfinał      | Półfinał         | Repesaż 1        | Repesaż 2        | Finał            | Finał   |
| Zawodnik             | Konkurencja | Przeciwnik Wynik | Przeciwnik Wynik | Przeciwnik Wynik | Przeciwnik Wynik | Przeciwnik Wynik | Przeciwnik Wynik | Przeciwnik Wynik | Pozycja |
| -------------------- | ----------- | ---------------- | ---------------- | ---------------- | ---------------- | ---------------- | ---------------- | ---------------- | ------- |
| Toğrul Əsgərov       | −60 kg      | BYE              | Schleicher W 3-1 | Yumoto W 3-1     | Scott W 3-0      | BYE              | BYE              | Kuduchow W 3-0   | złoto   |
| Cəbrayıl Həsənov     | −66 kg      | BYE              | Bazan W 3-1      | Shabanau W 3-1   | Yonemitsu P 0-3  | BYE              | López P 1-3      | NQ               | 5.      |
| Əşrəf Əliyev         | −74 kg      | Takatani W 3-0   | Cargusz P 1-3    | NQ               | NQ               | NQ               | NQ               | NQ               | 9.      |
| Şərif Şərifov        | −84 kg      | BYE              | Bölükbaşı W 3-1  | Herbert W 3-1    | Lashgari W 3-1   | BYE              | BYE              | Espinal W 3-1    | złoto   |
| Xetaq Qazyumov       | −96 kg      | BYE              | Sheikhau W 3-0   | Andrijcew P 1-3  | NQ               | Iskandari W 3-1  | Yazdani W 5-0    | NQ               | brąz    |
| Camaləddin Maqomedov | −120 kg     | Machow P 0-3     | NQ               | NQ               | NQ               | NQ               | NQ               | NQ               | 16.     |

Mężczyźni – styl klasyczny
| Zawodnik        | Konkurencja | Kwalifikacje     | 1/8              | Ćwierćfinał        | Półfinał           | Repesaż 1        | Repesaż 2            | Finał            | Finał   |
| Zawodnik        | Konkurencja | Przeciwnik Wynik | Przeciwnik Wynik | Przeciwnik Wynik   | Przeciwnik Wynik   | Przeciwnik Wynik | Przeciwnik Wynik     | Przeciwnik Wynik | Pozycja |
| --------------- | ----------- | ---------------- | ---------------- | ------------------ | ------------------ | ---------------- | -------------------- | ---------------- | ------- |
| Rövşən Bayramov | −55 kg      | Siemionow W 3-0  | Mango W 3-0      | Li S W 3-0         | Choi GJ W 3-0      | BYE              | BYE                  | Soryan P 0-3     | srebro  |
| Həsən Əliyev    | −60 kg      | BYE              | Berge W 3-1      | Jung JH W 3-0      | Laszkhi P 1-3      | BYE              | Kuramagomiedow P 0-3 | NQ               | 5.      |
| Emin Əhmədov    | −74 kg      | BYE              | Žugaj W 3-0      | Datunaszwili W 3-1 | Dżulfalakian P 0-3 | BYE              | Kikiniou W 3-1       | NQ               | brąz    |
| Saman Tahmasebi | −84 kg      | BYE              | Gegeszidze P 1-3 | NQ                 | NQ                 | NQ               | NQ                   | NQ               | 11.     |
| Şalva Qadabadze | −96 kg      | BYE              | Totrow P 1-3     | NQ                 | NQ                 | Lidberg P 1-3    | NQ                   | NQ               | 10.     |

Kobiety
| Zawodniczka     | Konkurencja | Kwalifikacje        | 1/8                 | Ćwierćfinał         | Półfinał            | Repasaż 1           | Repasaż 2           | Finał               | Finał   |
| Zawodniczka     | Konkurencja | Przeciwniczka Wynik | Przeciwniczka Wynik | Przeciwniczka Wynik | Przeciwniczka Wynik | Przeciwniczka Wynik | Przeciwniczka Wynik | Przeciwniczka Wynik | Miejsce |
| --------------- | ----------- | ------------------- | ------------------- | ------------------- | ------------------- | ------------------- | ------------------- | ------------------- | ------- |
| Mariya Stadnik  | −48 kg      | BYE                 | Chun W 3-0          | Matkowska W 3-1     | Merłeni W 3-0       | BYE                 | BYE                 | Obara P 1-3         | srebro  |
| Yuliya Ratkeviç | −55 kg      | BYE                 | Prevolaraki W 3-0   | Yoshida P 0-3       | NQ                  | Campbell W 3-0      | Żołobowa W 3-1      | NQ                  | brąz    |